# Colony 5
„Colony 5“ е шведска синтпоп/фючърпоп/EBM група създадена през март 1999 г. Първоначално групата е сформирана като страничен проект на Пе-У Свенсон и Магнус Льофдал. Стилово групата се изменя с промяната на състава, докато окончателно не се оформи тяхното познато звучене. Групата е изнасяла концерти основно в Европа.
През 2002 г. след участие в музикалното състезание Quest for Fame, където завършват втори, Свенсон и Льодфал започват записи за първия си EP, последвано от първия им студиен албум, озаглавен „Lifeline“. Същата година излиза първият им сингъл „Follow Your Heart“, а година по-късно песента „Black“, която е пилотна от втория им студиен албум „Structures“.
През 2004 и 2005 г. групата е на продължително турне първо в Източна, а след това в Западна Европа. През това време издават компилация със сингли и ремикси, а през 2005 г. и третият си дългосвирещ албум „Fixed“. След това дуото отново изнася множество участия, индивидуални и фестивални, и след три-годишна пауза издават албума „Buried Again“.
През 2005 г. Colony 5 са номинирани за Най-добра нова група на Скандинавските награди за алтернативна музика. Следващата година получават номинации за Най-добра група и Най-добра песен (за „Plastic World“) отново на Скандинавските награди за алтернативна музика, които този път печелят.

## Дискография

### Албуми
- „Lifeline“ – 2002
- „Structures“ – 2003
- „Colonisation“ – 2004
- „FIXED“ – 2005
- „ReFixed“ – 2005 (ремикс албум на „FIXED“, всички ремикси на Amplifier)
- „Buried Again“ – 2008

### Други
- „Colony5“ – 2001 (EP)
- „Follow Your Heart“ – 2002
- „Black“ – 2003
- „Plastic World“ – 2005
- „Knives“ – 2008 (EP)